# Ibristofilia
L'ibristofilia è una parafilia in cui l'eccitazione sessuale e il raggiungimento o la facilitazione dell’orgasmo sono dipendenti o comunque contingenti al fatto di sapere che il partner ha commesso qualcosa di non consentito dalla legge, fino ai veri e propri crimini, anche efferati, quali omicidio, stupro e rapina. Il termine, coniato dallo psicosessuologo John Money, deriva dall’unione delle parole greche ὑβρίζειν (hybrízein), "commettere un oltraggio verso qualcuno" (a sua volta derivata da ὕβρις, "hybris"), e philo, che significa "avere una forte affinità/preferenza per".
Nella cultura popolare è conosciuto anche come "sindrome di Bonnie e Clyde", anche se con quest’ultima espressione ci si riferisce più spesso al fenomeno, sempre imputabile all’ibristofilia, che si verifica quando il soggetto più remissivo non solo è attratto dai crimini commessi dal soggetto dominante, ma è addirittura indotto da esso a compiere insieme atrocità a danni di altri.
È probabilmente il risultato di questa parafilia, proposta per l’inserimento nella quinta edizione del Manuale diagnostico e statistico dei disturbi mentali, il fatto che molti detenuti famosi, spesso incarcerati per i peggiori crimini, ricevono dai loro ammiratori lettere contenenti apprezzamenti amorosi o sessuali, che talvolta portano a matrimoni celebrati in carcere. Così come altre parafilie, quali l’asfissiofilia e l’autassassinofilia, anche l’ibristofilia rientra tra le parafilie potenzialmente letali.

## Cause
Negli anni sono state addotte diverse motivazioni circa le cause dell'ibristofilia. Ad esempio, Katherine Ramsland, docente di psicologia forense all'Università DeSales, riporta i casi di donne che hanno sposato o hanno avuto appuntamenti con serial killer maschi. Intervistate al riguardo, hanno parlato di vari motivi: la maggior parte pensa di poter cambiare un uomo crudele e potente come un serial killer, sentendolo quasi come una missione; altre affermano di "vedere" il ragazzino che il killer era un tempo e cercano di crescerlo e allevarlo con amore; alcune, infine, aspirano alle luci della ribalta, sperando di finire in una trasmissione televisiva, in un film o in un libro. Secondo Ramsland, bisogna poi tenere conto del concetto di "ragazzo perfetto". Una donna che intreccia una relazione con un pregiudicato, magari condannato a vita, sa dove il suo compagno si trova in ogni momento e sa che la sta pensando. Sempre secondo Ramsland, potendo contare sul fatto che qualcuno le ama, queste donne non devono affrontare i problemi quotidiani insiti nella maggior parte delle relazioni, cone fare il bucato o cucinare per il proprio uomo, né tantomeno devono rendergli conto di nulla. In questo modo possono mantenere attiva la propria fantasia per un lungo periodo.
Altri studiosi dànno invece spiegazioni basate sull’equiparazione dell’infatuazione per gli assassini con le forme estreme di fanatismo. Vedono in queste donne soggetti insicuri che non sono in grado di trovare un compagno nei modi più comuni o che vogliono evitare l'amore fisico e cercano relazioni romantiche che non possono essere consumate.
Ponendo l’attenzione sul caso di individui di sesso femminile attratti da serial killer maschi, lo psicologo Leon F. Seltzer ha avanzato spiegazioni basate sulla psicologia evoluzionista. Secondo Seltzer, i serial killer sono visti come maschi alfa e per questo attraggono le donne, dato che nella storia evolutiva maschi violenti di questo tipo erano in grado di proteggere al meglio la compagna e la prole. Anche se oggi una donna comprende che un serial killer può essere pericoloso, cionondimeno può essere attratta da lui. Seltzer afferma: "Come terapista ho incontrato molte donne che si lamentavano della propria vulnerabilità di fronte a uomini dominanti che esse consapevolmente riconoscevano essere del tutto sbagliati per loro". A riprova della diffusione di questa fantasia femminile che vede la preferenza di un uomo dominante, Seltzer cita il libro A Billion Wicked Thoughts: What the World's Largest Experiment Reveals about Human Desire di Ogi Ogas e Sai Gaddam. In questo libro si discute di come risulti evidente che la suddetta fantasia è la trama dominante della maggior parte di libri e film a carattere erotico destinati a un pubblico femminile, benché la dominazione del maschio "non rappresenti il vero, intimo, essere del personaggio maschile".
Dello stesso avviso è lo psichiatra forense Park Dietz, secondo il quale queste donne, da lui definite serial killers groupies, sono spinte ad amare un individuo violento perché è come se si unissero alla parte più malvagia del criminale o del serial killer per essere, a loro volta, forti e invincibili quanto lui. A fare presa sull’animo di questi soggetti sarebbe quindi la figura dell’uomo ribelle che, per anni o comunque per un tempo piuttosto lungo, è riuscito a prendersi gioco delle autorità sfuggendo alla cattura pur continuando a compiere misfatti.

## Esempi
- Uno dei più famosi esempi di ibristofilia sono le numerose donne che si sono affezionate al serial killer statunitense Ted Bundy dopo il suo arresto.[7] Bundy attirava spesso decine di donne nelle aule dei tribunali dove si tenevano i suoi processi[8] e negli anni della sua carcerazione ha probabilmente ricevuto centinaia di lettere d'amore.
- Richard Ramirez, "the Night Stalker", dopo il suo arresto, durante i processi e la detenzione, ricevette centinaia di lettere da uomini e donne; una di loro arrivò anche a sposarlo.
- Jeffrey Dahmer, un altro serial killer statunitense, soprannominato "Il mostro di Milwaukee", aveva una schiera di donne innamorate di lui, le quali negli anni della sua detenzione gli hanno fatto recapitare lettere d'amore, denaro e regali vari.[9]
- Anche terroristi come il norvegese Anders Breivik[10] e il kirghiso Dzhokhar Tsarnaev, uno degli attentatori della maratona di Boston del 2013,[11] sono stati oggetto di ibristofilia.
- Criminali italiani giunti agli onori delle cronache, come Pietro Maso, Erika De Nardo e Mauro Favaro e altri, hanno ricevuto lettere di ammiratori che dichiaravano il loro interesse, anche amoroso, e approvavano i reati commessi.[12]